# МанифестЪ
Манифе́стЪ — российская рэп-группа, основанная в 2004 году в городе Уфе.

## История
У истоков стояли три парня по имени Сергей (Кислый), Кирилл (Маклай) и Илья (Крис). Четыре года парни работают над своим первым творением и в 2008 году выпускают в свет свой первый LP, альбом «О людях и людишках», где приняли участие такие известные в российской рэп-индустрии люди, как Рустам Аляутдинов (Руставели), Многоточие, Нигатив (гр. Триада), Кажэ Обойма и многие другие. Выпускающей компанией выступила ПК Монолит.
Группа стремительно набирает обороты и среди поклонников андеграунда начинает носить гордый статус «Легенды Русского Рэпа», что и подчеркивает MP3-сборник, на котором ребята звучат с такими корифеями рэп-сцены, как DotsFam, Гуф, WhiteHotIce, Лигалайз и мн. др.
В 2009 году рэперы записывают интересную работу с лидером группы Lumen Тэмом, трек под названием «Эхо прощаний» под саунд-продюсированием Дима, что приводит к огромному дисбалансу между поклонниками групп из-за соединения рока и рэпа в одну композицию.
В 2010 году один из участников группы Маклай, решает записать свой сольный альбом. И к концу года представляет для обозрения интернета наболевшие мысли под названием «Хроники похмельного сердца» LP.
На данном этапе своей карьеры они по прежнему остаются лидерами уфимского хип-хопа.

## Дискография
| Год  | Информация                                                                       |
| ---- | -------------------------------------------------------------------------------- |
| 2008 | «О людях и людишках» - дебютный студийный альбом - год релиза: 2008 - формат: CD |

### Сольные альбомы участников
| Название альбома             | Участники | Год выпуска |
| ---------------------------- | --------- | ----------- |
| «Хроники похмельного сердца» | Маклай    | 2010        |
| «Жизнь №1»                   | Маклай    | 2011        |
| «Всё или Ничего»             | Маклай    | 2012        |

## Сотрудничество
- «Фантастика» — при уч. Нигатив (Триада), Дядя Пицца (VIA Чаппа)
- «Человек» — при уч. Санчес, Руставели (Многоточие)
- «Эхо прощаний» — при уч. Руставели (Многоточие), Тэм (Lumen)
- «Ожидание» — Маклай при уч. Руставели, Гном
- «Розовые очки» — Маклай при уч. Ганза
- «Будь проще» — Маклай при уч. Жмур
- «Сеть (Онлайн)» — Маклай при уч. Идефикс
- «Октябрь» — Маклай при уч. Терра
- «Лица друзей» — Кислый при уч. Ноябрь
- «Пусть музыка будет» — Кислый при уч. GunOne и Natalie Orlie
- «Самая добрая песня» — Кислый при уч. Склиф
- «Я знаю» — Кислый при уч. Санчес

## Состав
- Кислый (Сергей Кисловский)
- Маклай (Кирилл Чернавин)
- Крис (Илья Кириллов)